# Лагори

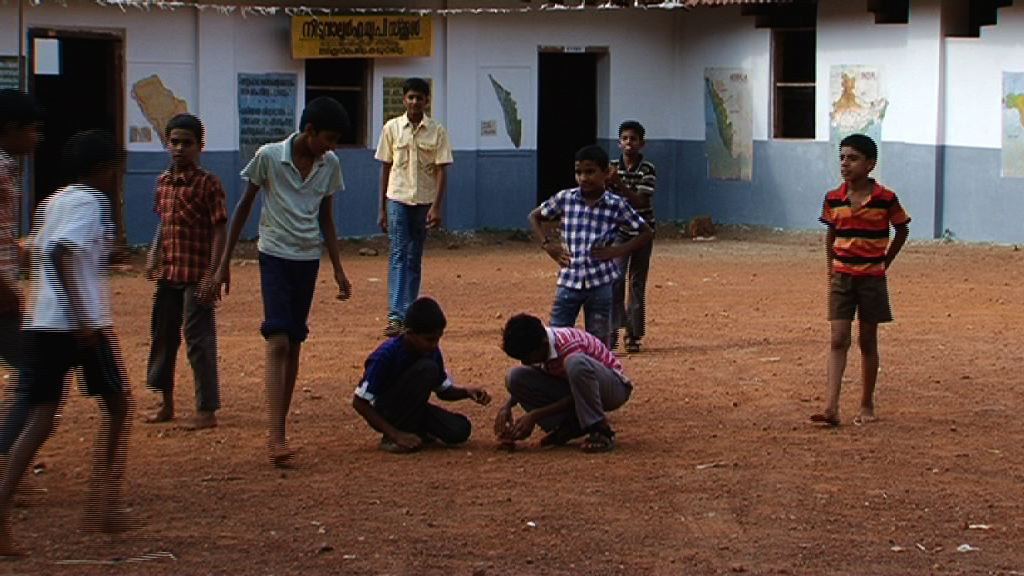

 Лагори  или  Дикори  (Каннада:ಲಗೋರಿ) (Персидский:هفت‌سنگ) — игра, взявшая своё начало в штате Карнатака. В игру играют двумя командами. Член одной команды (ищущих) бросает мягкий мяч в стопку камешков, чтобы сбить их. Потом ищущие пытаются восстановить стопку, в то время как противоположная команда (нападающие) бросает мяч в них. Если мяч касается ищущего, команда продолжает без него. Член команды всегда может защитить себя, коснувшись члена команды-соперника, прежде чем мяч попадёт в него.

## Дополнительные правила
Эти дополнительные правила делают игру ещё интереснее.
- На площадке размечают ограничительную линию. Если любой из ищущих пересекает её, то он выходит из игры.
- Если член команды с трёх попыток не сбивает стопку камешков, то он выбывает.
- Если мяч метателя не сбивает стопку и был пойман противником после первого отскока, метатель выбывает.
- Если мяч бросающего отскакивает от стопки камней и противник его ловит, тогда вся команда бросающего проигрывает.
- Если ищущие успевают собрать стопку, они могут использовать заработанное очко и выкупить их вышедшего из игры члена команды.

## Навыки
- Бросание мяча.
- Уклонение от мяча.
- Сборка стопки камешков.
- Отвлечение противоположной команды от строительства стопки.

## Альтернативные названия в Индии

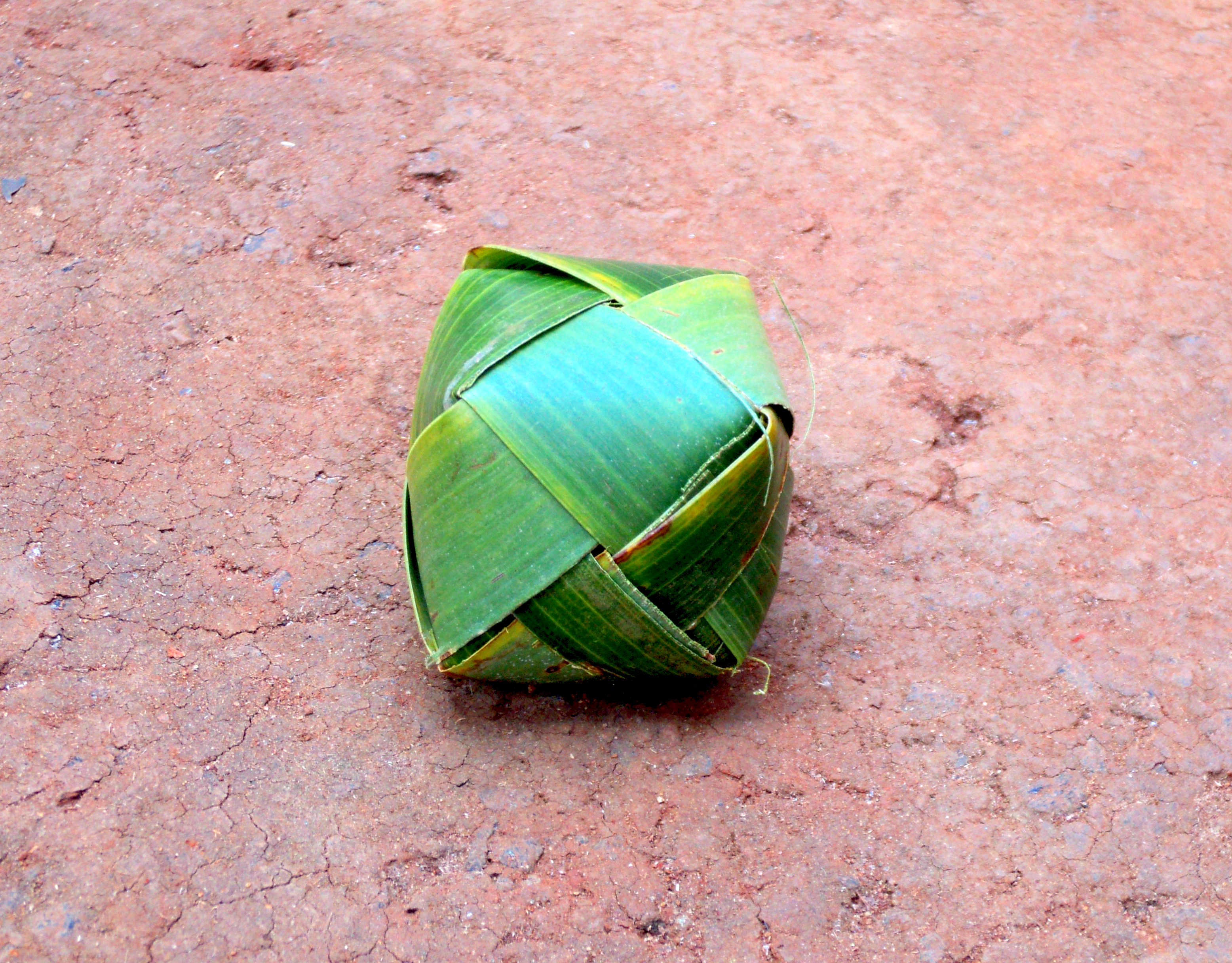
Мяч, сделанный из кокосовых листьев

В других частях страны эта игра известна под названием  Lingorchya  (Махараштра),  Pitthu  (Харьяна и северный Раджастхан) и  Sitoliya  (Раджастхан и Гуджарат). В штате Андхра-Прадеш, Лагори играется семью камнями и называется  Yedu Penkulata ,  Dikori  или  Pittu .